# 相馬尊重
相馬 尊重（そうま たかしげ、1955年（昭和30年）2月8日 - ）は、日本の政治家。大分県由布市長（2期）。

## 来歴
大分県大分郡挾間町（現・由布市）出身。1973年（昭和48年）3月、大分県立大分工業高等学校卒業。同年4月、挾間町役場に奉職。2004年（平成16年）4月、挾間・庄内・湯布院合併協議会事務局長に就任。合併により由布市が誕生したことにより、そのまま由布市市役所に奉職。2015年（平成27年）3月、由布市役所を定年退職した。
2016年（平成28年）4月、由布市副市長に就任。
2017年（平成29年）7月28日、任期満了に伴う由布市長選挙に出馬する意向を表明し、同年7月31日に副市長を辞職。同年10月22日に投票が行われた市長選挙で、自由民主党の推薦を受けた元市議の高橋義孝、前市議の小林華弥子らを破り初当選を果たした。10月30日に市長に就任した。
※当日有権者数：29,035人 最終投票率：71.90%（前回比：-0.66pts）
| 候補者名   | 年齢 | 所属党派 | 新旧別 | 得票数  | 得票率 | 推薦・支持         |
| ---------- | ---- | -------- | ------ | ------- | ------ | ------------------ |
| 相馬尊重   | 62   | 無所属   | 新     | 9,942票 | 48.48% |                    |
| 高橋義孝   | 50   | 無所属   | 新     | 6,921票 | 33.75% | （推薦）自由民主党 |
| 小林華弥子 | 49   | 無所属   | 新     | 3,644票 | 17.77% |                    |

2021年、無投票で再選。